# Subjonctif plus-que-parfait
En grammaire, le subjonctif plus-que-parfait est une forme verbale temporelle de passé existant dans certaines langues, comme le latin et les langues romanes modernes, sauf le roumain. C'est un temps relatif utilisé spécifiquement dans plusieurs types de propositions subordonnées.

## En latin
Le latin avait plusieurs formes de subjonctif plus-que-parfait.
À la voix active, il est synthétique, formé du thème morphologique du parfait, dont a évolué le passé simple des langues romanes. Par exemple, le verbe ayant les formes de base amō (indicatif présent, « j'aime »), amāre (infinitif, « aimer »), amāvī (parfait, « j'aimai »), amātus (participe passé passif, « aimé ») a pour thème du parfait amāv-, auquel on ajoute le suffixe -issē- (avec e bref à certaines personnes), plus les désinences visibles ci-après. Sa conjugaison au subjonctif plus-que-parfait est la suivante :
| 1re sg. | amāvissem   |
| 2e sg.  | amāvissēs   |
| 3e sg.  | amāvisset   |
| 1re pl. | amāvissēmus |
| 2e pl.  | amāvissētis |
| 3e pl.  | amāvissent  |

Les verbes passifs et déponents (à formes de passif et à sens actif) ont le plus-que-parfait du subjonctif analytique, avec le verbe auxiliaire esse « être » au subjonctif imparfait. Exemple (Le verbe déponent a pour formes de base potior, potīrī, potītus sum « s'emparer de ») :
| Personne | Verbe passif         | Verbe déponent        |
| -------- | -------------------- | --------------------- |
| 1re sg.  | amātus/-a/-um essem  | potītus/-a/-um essem  |
| 2e sg.   | amātus/-a/-um essēs  | potītus/-a/-um essēs  |
| 3e sg.   | amātus/-a/-um esset  | potītus/-a/-um esset  |
| 1re pl.  | amātī/-ae/-a essēmus | potītī/-ae/-a essēmus |
| 2e pl.   | amātī/-ae/-a essētis | potītī/-ae/-a essētis |
| 3e pl.   | amātī/-ae/-a essent  | potītī/-ae/-a essent  |

À la voix active aussi, une forme analytique est apparue, avec l'auxiliaire habere « avoir » au subjonctif imparfait, ex. habuisset cantatum « qu'il/elle eût chanté ».
Le subjonctif plus-que-parfait latin est employé dans des phrases simples, des propositions principales, ainsi que dans des subordonnées de plusieurs types :
- en subordonnée de but, exprimant un procès antérieur à celui de la principale : Canēbam, cum mē rogāvisset « Je chantais, parce qu'il/elle m'en avait prié(e) »[4];
- dans les deux propositions d'une phrase conditionnelle au passé : Sī vēnissēs, laetī fuissēmus « Si tu étais venu(e), nous aurions été contents »[5] ;
- pour exprimer un regret au sujet d'un procès passé : Utinam Rōmam vēnisset « Si au moins il/elle était venu(e) à Rome ! »[6].

## En français
Le français a hérité de la forme analytique du subjonctif plus-que-parfait latin avec l'auxiliaire avoir, mais il utilise l'auxiliaire être aussi, pour certaines catégories de verbes.

## En italien
Il y a des ressemblances entre italien et français quant à la formation et à l'emploi du subjonctif plus-que-parfait. En italien aussi, on utilise les auxiliaires correspondant à « avoir » (avere) et « être » (essere) au subjonctif imparfait. Tous les verbes transitifs directs utilisent avere et tous les verbes réfléchis ou seulement de forme réfléchie – essere. La plupart des verbes actifs intransitifs et transitifs indirects se conjuguent avec avere et une partie des intransitifs, plus grande qu'en français, avec essere. Le groupe de ceux-ci comprend des verbes exprimant un déplacement mais d'autres aussi, conjugués avec avoir en français, par exemple le verbe essere même. En italien aussi, le participe passé des verbes conjugués avec essere s'accorde en genre et en nombre avec son sujet. Exemples :
| Personne | Verbe actif avec avere parlare « parler » | Verbe actif avec essere partire « partir » | Verbe réfléchi svegliarsi « se réveiller » |
| -------- | ----------------------------------------- | ------------------------------------------ | ------------------------------------------ |
| 1re sg.  | avessi parlato                            | ero partito/a                              | mi fossi svegliato/a                       |
| 2e sg.   | avessi parlato                            | eri partito/a                              | ti fossi svegliato/a                       |
| 3e sg.   | avessi parlato                            | era partito/a                              | si fosse svegliato/a                       |
| 1re pl.  | avessimo parlato                          | eravamo partiti/e                          | ci fossimo svegliati/e                     |
| 2e pl.   | aveste parlato                            | eravate partiti/e                          | vi foste svegliati/e                       |
| 3e pl.   | avessero parlato                          | eravano partiti/e                          | si fossero svegliati/e                     |

Le subjonctif plus-que-parfait est plus fréquemment utilisé en italien qu'en français, par exemple, conformément à l'une des règles de concordance des temps, exprimant en proposition subordonnée l'antériorité par rapport au verbe de la principale faisant partie de certaines catégories, comme ceux exprimant un sentiment, ex. Speravo che avessi capito « J'espérais que tu avais compris ».
L'emploi du subjonctif plus-que-parfait en proposition conditionnelle introduite par la conjonction se et du conditionnel passé dans sa principale est la règle en italien quand la condition et sa conséquence ne sont pas réalisées dans le passé : Se avessi vinto, ti avrebbero dato un premio « Si tu avais vaincu, je t'aurais donné un prix ».

## En espagnol
En espagnol, le subjonctif plus-que-parfait est également analytique. On utilise un seul verbe auxiliaire, haber « avoir », qui a deux paradigmes :
| 1re sg. 2e sg. 3e sg. 1re pl. 2e pl. 3e pl. | hubiera hubieras hubiera hubiéramos hubierais hubieran | hubiese hubieses hubiese hubiésemos hubieseis hubiesen | cantado |

Emplois :
- expression exclamative d'un regret concernant un procès non réalisé dans le passé (seulement avec la forme avec -ra de l'auxiliaire) : ¡Ojalá lo hubiera sabido antes! « Si seulement je l'avais su avant ! »[12] ;
- en phrase conditionnelle où on emploie la conjonction si :
  - seulement dans la subordonnée, le verbe de la principale étant au conditionnel passé : Si hubieses/hubieras venido conmigo, te lo habría contado todo « Si tu étais venu avec moi, je t'aurais tout raconté »[13] ;
  - facultativement, dans la principale aussi, d'ordinaire la forme avec -ra de l'auxiliaire : Si me lo hubieras/hubieses pedido, te hubiera ayudado « Si tu me l'avais demandé, je t'aurais aidé ».